# Cokrodiningratan
Cokrodiningratan is een bestuurslaag in het regentschap Jogjakarta van de provincie Jogjakarta, Indonesië. Cokrodiningratan telt 7857 inwoners (volkstelling 2010).